# Navy Yard Bridge
Le Navy Yard Bridge est un pont historique de la ville de Washington, aux États-Unis. Lorsque la nouvelle capitale fut fondée en 1791, on décida d'implanter le Washington Navy Yard dans le secteur sud-est de la ville, face à l'actuel quartier d'Anacostia, sur les berges de la rivière Anacostia. Grâce aux emplois créés par le Navy Yard, à la fois chantier naval et arsenal, le secteur se développa rapidement et dans les années 1820 le Navy Yard Bridge fut construit pour permettre la traversée de la rivière. Le pont permettant de faciliter les transports entre Anacostia et le centre de Washington. Il fut construit par la Navy Yard Bridge Company, sur mandat d'une loi votée par le Congrès des États-Unis en 1819. Jusque dans les années 1840, il fut un pont à péage, 3 cents pour chaque personne, cheval, mule ou tête de bétail, 2 cents pour chaque cochon ou mouton et 7 cents par roue de char.